# 2011년 일본 프로 야구
일본 프로 야구의 2011년 시즌은 일본 양대 리그의 12개 프로 야구 구단들이 참가하여 2011년 4월 12일부터 시작하여 11월 20일에 열리는 일본 시리즈까지 대장정을 펼쳤다. 일본 대지진의 영향으로 예년보다 시즌 개막이 늦춰지면서 일본 시리즈까지 모든 일정을 소화하기까지 오랜 기간이 걸린 시즌이기도 하다.

## 같이 보기
- 2011년 한국프로야구
- 2011년 메이저 리그 베이스볼 시즌